# 51e armée (Union soviétique)
La 51e armée était une unité de l'Armée rouge durant la Grande Guerre patriotique.

## Historique
Formée en Crimée en 1941 sous le commandement du général Kouznetsov. Il commet un certain nombre d'erreurs de commandement lors de la campagne de Crimée, qui lui valent d'être relevé de son commandement au profit du général Batov.
L'armée est évacuée en novembre vers la péninsule de Taman et est intégrée au front du Caucase, puis elle participe, en décembre 1941, à un assaut amphibie contre la Crimée où elle prend pied avec le Front de Crimée, elle sera pratiquement détruite avec lui au printemps 1942.
Les restes de l'armée sont évacués de Crimée, ils rejoignent brièvement le front du Nord-Caucase avant de puis le groupe Don du général Malinovski et enfin le front de Stalingrad au 31 juillet. À l'automne 1942 lors de la bataille de Stalingrad elle occupe des positions défensives dans une région calme au sud de la ville face à la 4e armée roumaine et se renforce progressivement pour participer à l'opération Uranus. Sa rapide progression vers le sud incite la stavka à rediriger une partie de ses unités vers les armées voisines qui expérimentent plus de difficultés. Très affaiblie elle n'aura pas les moyens de prendre la gare de Kotelnikovo début décembre où elle arrive alors que les premiers éléments de la 6. Panzerdivision sont débarqués des trains. Ce n'est que grâce au renfort de 2 corps mécanisés qu'elle parviendra à ralentir l'offensive allemande pour rompre l'encerclement de Stalingrad : l'opération Wintergewitter.
La 51e Armée participe ensuite aux opérations dans le Donbass, à Melitopol et à l'Offensive de Crimée au sein du front du sud qui devient le Quatrième front ukrainien.
Une fois achevée la reconquête de la Crimée la 51e Armée est transférée en mai-juin 1944 vers le 1er front de la Baltique avec lequel elle participe à l'opération Bagration et aux combats dans les pays baltes puis contre la Poche de Courlande où elle finit la guerre.